# Finlande au Concours Eurovision de la chanson 2016
La Finlande est l'un des quarante-deux pays participants du Concours Eurovision de la chanson 2016, qui se déroule à Stockholm en Suède. Le pays est représenté par la chanteuse Sandhja et sa chanson Sing It Away, sélectionnées lors de l'Uuden Musiikin Kilpailu. Le pays termine 15e en demi-finale avec 51 points, ne se qualifiant pas pour la finale.

## Sélection
Le 26 mai 2015, le diffuseur finalandais Yle confirme sa participation à l'Eurovision 2016, confirmant le retour du format Uuden Musiikin Kilpailu comme sélection.

### Format
La sélection consiste en trois demi-finales et une finale au cours desquelles les artistes seront sélectionnés uniquement via le télévote.

### Chansons
La soumission des chansons fut ouverte du 1er au 6 septembre 2015 et un jury professionnel fut convoqué par la chaîne finlandaise Yle afin de sélectionner les chansons participant à la sélection. Les chansons retenues ont été dévoilées durant une conférence de presse tenue le 12 janvier 2016. Elles sont au nombre de dix-huit, six dans chacune des trois demi-finales.
| Artiste                   | Chanson                    | Traduction                    |
| ------------------------- | -------------------------- | ----------------------------- |
| Annica Milán & Kimmo Blom | Good Enough                | Assez bien                    |
| Attention 2               | Ready for the Show         | Prêt pour le show             |
| Barbe-Q-Barbies           | Let Me Out                 | Laisse-moi sortir             |
| ClemSO                    | Thief                      | Voleur                        |
| Cristal Snow              | Love Is Blind              | L'amour est aveugle           |
| Eini                      | Draamaa                    | Drame                         |
| Gušani Brothers           | Poom poom                  | -                             |
| Lieminen                  | Pehmeiden arvojen vaalijat | Gardiens de douces valeurs    |
| Mikael Saari              | On It Goes                 | Comment ça se passe           |
| Mikko Herranen            | Evil Tone                  | Tons malveillants             |
| Pää-Äijät                 | Shamppanjataivas           | Ciel de champagne             |
| Pietarin Spektaakkeli     | Liian kuuma                | Trop chaud                    |
| Rafaela Truda             | Rise up                    | S'élever                      |
| Saara Aalto               | No Fear                    | Pas peur                      |
| Sandhja                   | Sing It Away               | Chante-le                     |
| Stella Christine          | Ain’t Got Time for Boys    | Pas le temps pour les garçons |
| Tuuli Okkonen             | Don’t Wake Me Up           | Ne me réveille pas            |
| Ylona                     | Blazing Fire               | Feu brûlant                   |

### Émissions

#### Demi-finales
Les demi-finales ont lieu les 6, 13 et 20 février 2016. Lors de chaque demi-finale, six chansons participent et trois se qualifient. Les qualifiés sont choisis par un vote du public seul. Ce vote a eu lieu en deux temps : un vote en ligne est ouvert du lundi au jeudi précédant la soirée, puis un vote a lieu lors de la soirée.
- Chansons qualifiées pour la finale

##### Première demi-finale
| Ordre | Artiste          | Chanson                 | Télévote        | Télévote          | Télévote | Place |
| Ordre | Artiste          | Chanson                 | Avant la soirée | Pendant la soirée | Total    | Place |
| ----- | ---------------- | ----------------------- | --------------- | ----------------- | -------- | ----- |
| 1     | Saara Aalto      | No Fear                 | 35 %            | 35 %              | 35 %     | 1     |
| 2     | Mikko Herranen   | Evil Tone               | 9 %             | 7 %               | 7 %      | 6     |
| 3     | Stella Christine | Ain't Got Time for Boys | 17 %            | 21 %              | 21 %     | 2     |
| 4     | Eini             | Draamaa                 | 11 %            | 19 %              | 18 %     | 3     |
| 5     | Clemso           | Thief                   | 12 %            | 8 %               | 8 %      | 5     |
| 6     | Pää-Äijät        | Shamppanjataivas        | 16 %            | 10 %              | 11 %     | 4     |

#### Deuxième demi-finale
| Ordre | Artiste                   | Chanson            | Télévote        | Télévote          | Télévote | Place |
| Ordre | Artiste                   | Chanson            | Avant la soirée | Pendant la soirée | Total    | Place |
| ----- | ------------------------- | ------------------ | --------------- | ----------------- | -------- | ----- |
| 1     | Attention 2               | Ready For the Show | 7 %             | 5 %               | 5 %      | 6     |
| 2     | Cristal Snow              | Love Is Blind      | 28 %            | 21 %              | 22 %     | 3     |
| 3     | Annica Milán & Kimmo Blom | Good Enough        | 21 %            | 22 %              | 22 %     | 2     |
| 4     | Rafaela Truda             | Rise Up            | 8 %             | 14 %              | 13 %     | 4     |
| 5     | Ylona                     | Blazing Fire       | 10 %            | 14 %              | 13 %     | 5     |
| 6     | Mikael Saari              | On It Goes         | 26 %            | 24 %              | 25 %     | 1     |

#### Troisième demi-finale
| Ordre | Artiste               | Chanson                    | Télévote        | Télévote          | Télévote | Place |
| Ordre | Artiste               | Chanson                    | Avant la soirée | Pendant la soirée | Total    | Place |
| ----- | --------------------- | -------------------------- | --------------- | ----------------- | -------- | ----- |
| 1     | Lieminen              | Pehmeiden arvojen vaalijat | 7 %             | 5 %               | 5 %      | 6     |
| 2     | Tuuli Okkonen         | Don't Wake Me Up           | 18 %            | 26 %              | 24 %     | 2     |
| 3     | Gušani Brothers       | Poom Poom                  | 14 %            | 9 %               | 10 %     | 4     |
| 4     | Barbe-Q-Barbies       | Let Me Out                 | 23 %            | 24 %              | 24 %     | 3     |
| 5     | Pietarin Spektaakkeli | Liian kuuma                | 9 %             | 8 %               | 9 %      | 5     |
| 6     | Sandhja               | Sing It Away               | 29 %            | 28 %              | 28 %     | 1     |

### Finale
La finale a lieu le 27 février 2016. Les neuf chansons qualifiées y participent. Le gagnant est déterminé par un vote comptant pour moitié du télévote, selon le même principe qu'en demi-finale ; ainsi qu'une moitié par un jury composé de dix groupes de quatre personnes représentant la société finlandaise — des parlementaires, des suédois de Finlandes, des experts de l'Eurovision, des personnes LGBT, des musiciens, des youtubeurs, des employés des médias, des enfants, des blogueurs et des constructeurs d'asphalte —. Chaque groupe de jury attribue 1, 2, 4, 6, 8, 10 et 12 points à ses sept chansons préférées. Les dix groupes de jurys ont donc un total de 430 points à distribuer. Le télévote a donc également 430 points à distribuer. Les points du télévote sont attribués en fonction du pourcentage reçu par la chanson. Si le pourcentage n'offre pas un nombre entier de points, un arrondi à l'entier le plus proche est fait.
| Ordre | Artiste                   | Chanson                 | Jury | Télévote        | Télévote          | Télévote          | Télévote | Total | Place |
| Ordre | Artiste                   | Chanson                 | Jury | Avant la soirée | Pendant la soirée | Pourcentage total | Points   | Total | Place |
| ----- | ------------------------- | ----------------------- | ---- | --------------- | ----------------- | ----------------- | -------- | ----- | ----- |
| 1     | Cristal Snow              | Love Is Blind           | 41   | 12 %            | 9 %               | 9,1 %             | 39       | 80    | 6     |
| 2     | Stella Christine          | Ain't Got Time for Boys | 19   | 6 %             | 7 %               | 6,5 %             | 28       | 47    | 8     |
| 3     | Annica Milán & Kimmo Blom | Good Enough             | 35   | 10 %            | 11 %              | 10,7 %            | 46       | 81    | 5     |
| 4     | Eini                      | Draamaa                 | 32   | 4 %             | 7 %               | 6,7 %             | 29       | 61    | 7     |
| 5     | Barbe-Q-Barbies           | Let Me Out              | 46   | 12 %            | 9 %               | 9,1 %             | 39       | 85    | 4     |
| 6     | Tuuli Okkonen             | Don't Wake Me Up        | 20   | 4 %             | 5 %               | 4,9 %             | 21       | 41    | 9     |
| 7     | Sandhja                   | Sing It Away            | 98   | 16 %            | 14 %              | 14,4 %            | 62       | 160   | 1     |
| 8     | Saara Aalto               | No Fear                 | 67   | 11 %            | 21 %              | 20,2 %            | 87       | 154   | 2     |
| 9     | Mikael Saari              | On It Goes              | 72   | 25 %            | 17 %              | 18,4 %            | 79       | 151   | 3     |

| Détail du vote des jurys | Détail du vote des jurys | Détail du vote des jurys | Détail du vote des jurys | Détail du vote des jurys | Détail du vote des jurys | Détail du vote des jurys | Détail du vote des jurys | Détail du vote des jurys | Détail du vote des jurys | Détail du vote des jurys | Détail du vote des jurys | Détail du vote des jurys |
| Ordre                    | Chanson                  | Parlementaires           | Experts de l'Eurovision  | Suédois de Finlande      | Musiciens                | LGBT                     | YouTubeurs               | Média                    | Enfants                  | Blogueurs                | Constructeurs d'asphalte | Total                    |
| ------------------------ | ------------------------ | ------------------------ | ------------------------ | ------------------------ | ------------------------ | ------------------------ | ------------------------ | ------------------------ | ------------------------ | ------------------------ | ------------------------ | ------------------------ |
| 1                        | Love Is Blind            | 8                        | 2                        | 6                        | 2                        | 10                       | 4                        | 1                        | 0                        | 8                        | 0                        | 41                       |
| 2                        | Ain't Got Time for Boys  | 2                        | 0                        | 2                        | 6                        | 0                        | 0                        | 0                        | 1                        | 6                        | 2                        | 19                       |
| 3                        | Good Enough              | 0                        | 8                        | 1                        | 0                        | 0                        | 8                        | 4                        | 6                        | 0                        | 8                        | 35                       |
| 4                        | Draamaa                  | 1                        | 6                        | 0                        | 1                        | 4                        | 1                        | 10                       | 8                        | 1                        | 0                        | 32                       |
| 5                        | Let Me Out               | 6                        | 0                        | 8                        | 10                       | 6                        | 0                        | 8                        | 2                        | 2                        | 4                        | 46                       |
| 6                        | Don't Wake Me Up         | 0                        | 4                        | 0                        | 0                        | 1                        | 2                        | 2                        | 10                       | 0                        | 1                        | 20                       |
| 7                        | Sing It Away             | 12                       | 10                       | 10                       | 8                        | 12                       | 12                       | 12                       | 4                        | 12                       | 6                        | 98                       |
| 8                        | No Fear                  | 10                       | 1                        | 12                       | 4                        | 2                        | 6                        | 0                        | 12                       | 10                       | 10                       | 67                       |
| 9                        | On It Goes               | 4                        | 12                       | 4                        | 12                       | 8                        | 10                       | 6                        | 0                        | 4                        | 12                       | 72                       |

Au terme de la finale, Sandhja est désignée pour représenter la Finlande avec sa chanson Sing It Away.

## À l'Eurovision
La Finlande participe à la première demi-finale, le 10 mai 2016. Arrivée 15e avec 51 points, elle ne se qualifie pas pour la finale du 14 mai 2016.